# Cuarta Avenida Noroeste
La Cuarta Avenida Noroeste, o simplemente como la 4ª Avenida, es una pequeña avenida de sentido norte/sur de la ciudad de Managua, Nicaragua.

## Trazado
La Cuarta Avenida Suroeste inicia desde la intersección con la 10.ª Calle Suroeste. La avenida atraviesa el Residencial Bolonia de norte a sur, pasando por las intersecciones de la 9ª Calle Suroeste y la 8ª Calle Suroeste hasta llegar a su fin en la Calle 27 de Mayo. 

## Barrios que atraviesa
La avenida por ser muy corta, sólo atraviesa un barrios, el Colonial Bolonia. 